# مالک تیلمن
مالیک تیلمن (آلمانی: Malik Tillman؛ زادهٔ ۲۸ مهٔ ۲٠٠۲) بازیکن فوتبال اهل آلمان است که در پست هافبک هجومی برای باشگاه فوتبال بایر لورکوزن و تیم ملی آمریکا بازی می‌کند.
تیلمن فارغ‌التحصیل سیستم جوانان بایرن مونیخ است که در سال ۲٠۱۵ از گروتر فورث به آن پیوست. او اولین بازی خود را برای تیم اول بایرن مونیخ در آگوست ۲٠۲۱ انجام داد، پیش از این برای بایرن مونیخ ۲ بازی کرده بود. در ژوئیهٔ ۲٠۲۲، او به صورت قرضی با باشگاه رنجرز اسکاتلند قرارداد امضا کرد، جایی که جایزه بازیکن جوان سال اسکاتلند PFA را برای فصل ۲٠۲۲-۲۳  از آن خود کرد. در مهٔ ۲٠۲۴، او به باشگاه لیگ برتر هلند، پی اس وی آیندهوون نقل مکان کرد و در سال ۲٠۲۳-۲۴ و ۲٠۲۴-۲۵ قهرمان لیگ شد. در ژوئیهٔ ۲٠۲۵، تیلمن قراردادی پنج ساله باشگاه بوندسلیگایی بایر لورکوزن با مبلغ ۴۱ میلیون دلار امضا کرد.
تیلمن در سطح جوانان، هم نماینده کشور زادگاهش، آلمان و هم نماینده ایالات متحده بود. او اولین بازی بین المللی خود را برای ایالات متحده در ژوئن ۲٠۲۲ انجام داد

## دوران باشگاهی
او متولد نورنبرگ است. تیلمن عضو تیم جوانان گروتر فورث بود و به همراه برادرش تیموتی تیلمن در سال ۲۰۱۵ به باشگاه بایرن مونیخ پیوست. او پس از ارائه عملکردی خوب برای تیم زیر ۱۷ سال، به سرعت به تیم زیر ۱۹ سال منتقل شد.
تیلمن اولین بازی حرفه‌ای خود را در ۹ ژوئن ۲۰۲۰ انجام داد و به عنوان یار تعویضی برای بایرن مونیخ ۲، در مقابل باشگاه تسویکاو وارد زمین شد. او ۵۷ دقیقه بازی کرد و بایرن مونیخ ۲ با نتیجه ۲–۰ پیروز شد.
او در اولین دور جام حذفی فصل ۲۲–۲۰۲۱ برای بازی مقابل برمر اس‌وی، در ۲۵ اوت ۲۰۲۱ به تیم بزرگسالان بایرن مونیخ منتقل شد. تیلمن در شروع نیمه دوم به عنوان یار تعویضی وارد زمین شد و در پیروزی ۱۲–۰ یک گل به ثمر رساند.

## بازی‌های ملی
تیلمن به دلیل ملیت دوگانه والدینش (پدر آمریکایی و مادر آلمانی) واجد شرایط بازی برای تیم ملی آلمان و تیم ملی ایالات متحده آمریکا است. او برای ایالات متحده در رقابت‌های زیر ۱۵ سال و برای آلمان در رقابت‌های زیر ۱۷ سال بازی کرده‌است.

## زندگی شخصی
مالک تیلمن به دلیل ملیت دوگانه پدر و مادرش (پدر آمریکایی و مادر آلمانی) دارای تابعیتی دوگانه از ایالات متحده آمریکا و آلمان است. تیلمن یک برادر بزرگتر به نام تیموتی دارد که در حال حاضر در باشگاه گروتر فورت در بوندس‌لیگا بازی می‌کند.

## آمار بازی

### باشگاه
تا تاریخ ۲۳ نوامبر ۲۰۲۱
| باشگاه        | فصل     | لیگ             | لیگ  | لیگ | جام  | جام | قاره | قاره | جمع  | جمع |
| باشگاه        | فصل     | لیگ             | بازی | گل  | بازی | گل  | بازی | گل   | بازی | گل  |
| ------------- | ------- | --------------- | ---- | --- | ---- | --- | ---- | ---- | ---- | --- |
| بایرن مونیخ ۲ | ۲۰–۲۰۱۹ | لیگا ۳          | ۸    | ۵   | -    | -   | -    | -    | ۸    | ۵   |
| بایرن مونیخ ۲ | ۲۱–۲۰۲۰ | لیگا ۳          | ۲    | ۰   | -    | -   | -    | -    | ۲    | ۰   |
| بایرن مونیخ ۲ | ۲۰۲۱–۲۲ | لیگ منطقه بایرن | ۸    | ۲   | -    | -   | -    | -    | ۸    | ۲   |
| بایرن مونیخ ۲ | جمع     | جمع             | ۱۸   | ۷   | ۰    | ۰   | ۰    | ۰    | ۱۸   | ۷   |
| بایرن مونیخ   | ۲۲–۲۰۲۱ | بوندس‌لیگا       | ۰    | ۰   | ۱    | ۱   | ۱    | ۰    | ۲    | ۱   |
| مجموع         | مجموع   | مجموع           | ۱۸   | ۷   | ۱    | ۱   | ۱    | ۰    | ۲۰   | ۸   |

## افتخارات
بایرن مونیخ
- سوپرجام آلمان: ۲۰۰۰
- سوپر جام اروپا: ۲۰۰۰[۷]